# ピーター・サザーランド
ピーター・サザーランド（Peter Sutherland、1946年4月25日 - 2018年1月7日）は、アイルランドの実業家、法律家、政治家。1981年から1982年まで及び1982年から1984年までアイルランド共和国検事総長、1985年から1989年まで競争担当欧州委員、1993年から1995年までGATT事務局長、世界貿易機関事務局長、1995年から2015年までゴールドマン・サックス会長、2006年から2017年まで国際移住担当国連特別代表を務めた。

## 経歴
サザーランドは、1946年4月25日にダブリンで生まれ、ダブリンのラネラーグにあるゴンザーガ・カレッジで教育を受けた。彼はスコットランド系の血を引いていた。ダブリン大学で民法学を専攻し、1969年から1980年までアイルランドで弁護士をした。 1974年にスペイン人のマルジャ・サザーランド夫人と結婚した。

### アイルランド検事総長
サザーランドは1981年6月30日にアイルランド検事総長に任命され、1982年3月9日に辞任した。1982年12月15日から1984年12月12日の間に再びその職に就いた [.。

### 欧州委員会委員
1985年1月7日に欧州委員会委員に任命され、1989年1月5日まで在任し、競争政策と1985年のみ教育も担当した。特に、ヨーロッパの大学生が他の加盟国で学ぶことができるERASMUSプログラム(大学生の移動のための欧州地域行動計画)の設立を提案できたことを嬉しく思うと述べている。
EEC内部市場の完成に関するサザランド報告書を作成した委員会の委員長であり、欧州委員会の委託を受け、1992年のエディンバラでの会合で欧州理事会に提出した。
最年少の欧州委員会委員であり、初のドロール委員会にも参加し、ヨーロッパ全域、特に航空会社、電気通信、エネルギー部門における競争の開放に重要な役割を果たした。彼はまた、特に注目を集めたブサック事件を通じて、国家援助統制の強化に大きな役割を果たした。

### GATT/WTO事務局長
サザーランドは1989年から1993年までアイルランド連合銀行 (AIB) の会長を務めた後
.、1993年7月1日に関税及び貿易に関する一般協定 事務局長に就任した。 ミッキー・カンター、アメリカ合衆国通商代表は彼をグローバリゼーションの父と認め、彼なしではWTOはありえなかったと述べている。
サザランドがガットの事務局長を務めていた、1993年12月に妥結したウルグアイ・ラウンドにより、「包括的でルールに基づく世界的な貿易体制」が生まれた。これは史上最大の貿易協定であり、世界貿易機関を設立した。これらの交渉の成功裡の妥結において彼の役割は、「不可欠な」として引用されている。マスコミを動員して「これまでのGATTよりも積極的な広報活動」を行い、「GATTでこれまで見られなかったような戦術を用い...彼は止められない勢いを作り出すために働いた」。ハーバード・ケネディスクールのクレイグ・ヴァングラステックの2013年の著書「世界貿易機関の歴史と未来」 」 (Craig VanGrasstek、2013)では、WTOの形成・創設におけるサザランドの役割が詳述されている。局長の役割の昇格について、ヴァングラステックは「GATTの事務局長であり、WTOの事務局長であったピーター・サザランド事務局長は、GATTの最後の事務局長であると同時に、WTOの最初の事務局長でもあったが、その役割と加盟国におけるリーダーシップとの関係を再定義し、その結果、事務局長と後継者に交渉実施のための追加的な選択肢が与えられた。」と書いている。サザランドは、事務局長のポストを、閣僚のみならず大統領や首相とも直接対応するポストに格上げすることに貢献した。

### GATT/WTO事務局長退任後
世界貿易機関(WTO)事務局長を1995年に退任後、。同年5月ブリティッシュ・ペトロリアム(BP)社外取締役となり、7月副会長を経て、1997年〜2009年会長。また1995年9月ゴールドマン・サックス・インターナショナル(本部ロンドン)の会長(non-exec.)に就任、11月には同グループのゼネラル・パートナーに就任。2006年より国際移住担当国連特別代表などを歴任した。世界経済フォーラムの創設メンバーの一人。
2016年9月、ロンドンのカトリック教会でミサに行く途中、サザーランドは心臓発作を起こしました。長い闘病の後、サザーランドは2018年1月7日に感染症の合併症でダブリンで亡くなりました。